# Pontyfikalna Diecezja Araratu
Pontyfikalna Diecezja Araratu – diecezja Apostolskiego Kościoła Ormiańskiego z siedzibą w Erywaniu w Armenii.
Aktualnie (2022) urząd biskupa diecezjalnego sprawuje Nawasard Kdżojan.